# III. třída okresu Havlíčkův Brod
 III. třída okresu Havlíčkův Brod  je pořádána Českomoravským fotbalovým svazem. Jedná se o 9. stupeň v českých fotbalových soutěžích. Hraje se každý rok od léta do jara příštího roku. Na konci ročníku nejlepší jeden až dva týmy postupují do II. třídy okresu Havlíčkův Brod.

## Vítězové

### III. třída okresu Havlíčkův Brod
| Ročník    | Vítězný tým                        |
| --------- | ---------------------------------- |
| 2003/2004 | SK Tatran Ždírec nad Doubravou „B“ |
| 2004/2005 | TJ Dlouhá Ves                      |
| 2005/2006 | FK Bohemia Světlá nad Sázavou „B“  |
| 2006/2007 | Sokol Sobíňov                      |
| 2007/2008 | FC Slovan Havlíčkův Brod „B“       |
| 2008/2009 | Viktorie Jeřišno                   |
| 2009/2010 | TJ Jiskra Šlapanov                 |
| 2010/2011 | Sokol Lípa „B“                     |
| 2011/2012 | TJ Sokol Leština u Světlé „B“      |
| 2012/2013 | Sokol Veselý Žďár                  |
| 2013/2014 | TJ Sokol Golčův Jeníkov            |
| 2014/2015 | TJ Šmolovy                         |
| 2015/2016 | FC Chotěboř „C“                    |
| 2016/2017 | FC Slovan Havlíčkův Brod „C“       |
| 2017/2018 | FK Kovofiniš Ledeč nad Sázavou „B“ |
| 2018/2019 |                                    |